# Osvaldo Fattori
Osvaldo Fattori (ur. 22 czerwca 1922 w Weronie, zm. 27 grudnia 2017 w Mediolanie) – włoski piłkarz.
Osvaldo Fattori występował w takich klubach jak Audace, Vicenza, UC Sampdoria, Inter Mediolan i Brescia. Wystąpił również na MŚ 1950.